# 井上茂徳
井上 茂徳（いのうえ しげのり、1958年3月20日 - ）は、日本の元競輪選手で初代グランドスラマー、現在はスポーツニッポン専属競輪評論家である。佐賀県佐賀市出身。日本競輪学校（当時。以下、競輪学校）第41期卒業。現役時は日本競輪選手会佐賀支部所属。師匠は倉富義夫。

## 戦績
中学時代は水泳部に所属。佐賀県立佐賀工業高等学校から私立佐賀龍谷高等学校へ転校し、在学時から自転車競技を行う。しかし日本競輪学校第39期を受験したが失敗し、その後法政大学に進学。在学中に日本競輪学校第41期を受験して合格したため法大を中退し競輪学校に入学。在校成績は55勝で7位。
競輪学校卒業後は1978年4月1日付で選手登録され、初出走は同年5月14日の武雄競輪場で初勝利も同レース。伊豆のサイクルスポーツセンターでの新人教育訓練の際、夜中に同期と宿舎で缶ビールを飲んで騒ぎ、選手会から制裁として出された7月から半年間の出場停止勧告を受け入れる。この出場自粛期間の反省と乗り込みが後の成績に結びついたのではと語っている。
デビュー後しばらくは先行選手として活躍していたが、1980年までは天才といわれた同期村岡和久や原田則夫の影に隠れ目立った活躍もない有望新人に過ぎなかった。しかし追い込み選手（マーク屋）への転向を図るとともに実力を発揮するようになり、1981年のオールスター競輪優勝を皮切りとして急速に台頭した。
その後も次々と特別競輪（現在のGI）を制覇、1988年6月7日には高松宮杯競輪を制し、競輪史上初めて特別競輪全冠制覇（グランドスラム）を成し遂げた。これは同じ九州で福岡出身の中野浩一、吉岡稔真でも成し遂げられなかった偉業であり、後に滝澤正光・神山雄一郎・新田祐大・脇本雄太が井上に続く事となる。このほか、KEIRINグランプリ'86を初めとして、KEIRINグランプリを通算3度制覇した。
この頃の特別競輪では中野浩一の後ろをマークできることが多かったこともあり、井上が取った特別競輪12勝の内、実に7勝までが中野2着である。中野は井上に他の先行選手からの仕掛けを体当たりなどでブロックして守ってもらう反面、後ろに最大のライバルを引き連れて走らねばならなかった。
ただ、現役時代は1987年にレース中の失格による斡旋停止処分を受けたためKEIRINグランプリ'87の出場選考から除外されたり、一時期はレース中での位置を巡って中野浩一と競りを行うなど（本人いわく1991年の一宮ダービーが発端）、ファンだけでなく競輪関係者まで驚かせる一面もあった が、特に競輪道を重んじる選手としてファンの信頼も厚かった。
1992年の中野の引退後も、その後継者とされた吉岡稔真を守り立てるなどして、九州の競輪界を盛り上げた。しかしレース中の事故減点制度が厳しくなったことや、1998年1月に立川で落車して右鎖骨を骨折した影響によって、当時の最上位格であるS級1班からの陥落が決定した時点で自ら引退を発表。1999年の静岡競輪場での日本選手権競輪を最後にバンクを去った。
1999年3月31日、選手登録削除。通算成績1626戦653勝、優勝回数154回。通算獲得賞金15億6643万4532円。

## 引退後
引退後は競輪解説者として活動し、日本名輪会にも加わることになり2016年より会長となる。
現在、井上のホームバンクだった武雄競輪場では、彼の功績を称えた『井上茂徳杯』（F1）が年に1回開催されている。
釣りが趣味で、それが昂じて現役時代から釣具店を経営している。
2020年4月、PCR検査を受け新型コロナウイルスに感染していたことが判明。即入院したが、その後5月3日に退院した。

## 主な獲得タイトルと記録
- 1981年 - オールスター競輪（立川競輪場）
- 1982年 - 競輪祭（小倉競輪場）
- 1983年 - 日本選手権競輪（前橋競輪場)
- 1984年 - 競輪祭（小倉競輪場）
- 1985年 - 競輪祭（小倉競輪場）
- 1986年 - 全日本選抜競輪（熊本競輪場）※完全優勝、KEIRINグランプリ'86（立川競輪場）
- 1988年 - 高松宮杯競輪（大津びわこ競輪場）、KEIRINグランプリ'88（立川競輪場）
- 1990年 - 全日本選抜競輪（青森競輪場）
- 1993年 - 高松宮杯競輪（大津びわこ競輪場）
- 1994年 - KEIRINグランプリ'94（立川競輪場）
- 年間賞金王2回 - 1982年、1984年

## 競走スタイル
その位置取りのうまさと天才的な勝負勘、最終周回4コーナーを回ってからのダッシュ力の鋭さ、落車や失格を恐れることなく他マーク屋と激しい競りをするといったその競走に対する姿勢は「鬼脚（おにあし）」の異名をとり、他選手を震え上がらせた。
競輪マンガ、「ギャンブルレーサー」にも登場し、特別競輪では主人公、関優勝のタイトル取りを何度も阻止している。

## 著書
- 「鬼脚の一筆点評」 （週間レース増刊号 競輪コラム篇）